# Bonanza Hills
Bonanza Hills è un census-designated place (CDP) degli Stati Uniti d'America della contea di Webb nello Stato del Texas. La popolazione era di 37 abitanti al censimento del 2010. Questo era un nuovo CDP formato da parti del CDP di Botines prima del censimento del 2010.

## Geografia fisica
Bonanza Hills è situata a 27°47′41″N 99°28′10″W (27.794768, -99.469502).
Secondo lo United States Census Bureau, il CDP ha una superficie totale di 2,88 km², dei quali 2,88 km² di territorio e 0 km² di acque interne (0% del totale).

## Società

### Evoluzione demografica
Secondo il censimento del 2010, la popolazione era di 37 abitanti.

### Etnie e minoranze straniere
Secondo il censimento del 2010, la composizione etnica del CDP era formata dal 100% di bianchi, lo 0% di afroamericani, lo 0% di nativi americani, lo 0% di asiatici, lo 0% di oceanici, lo 0% di altre razze, e lo 0% di due o più etnie. Ispanici o latinos di qualunque razza erano il 97,3% della popolazione.